# Попович Антон Валерійович
Антон Валерійович Попович (фін. Anton Popovitš, рос. Антон Валерьевич Попович, нар. 11 липня 1996, Валкеакоскі) — фінський футболіст російського походження, центральний півзахисник клубу КуПС. Молодший син радянського і російського футболіста Валерія Поповича, молодший брат футболіста Олександра Поповича. Має фінське і російське громадянства.

## Біографія
Вихованець клубу «Гака», за який дебютував 1 жовтня 2012 року в грі проти команди ГІК. У сезоні 2019 року в 27 іграх забив 14 голів, що допомогло команді вийти в Вейккаусліігу (вищу лігу Фінляндії). У 2020 році у вищій лізі Фінляндії провів 20 зустрічей, починаючи з 17 липня, коли зіграв проти клубу «РоПС» (2:2). 14 серпня і 19 вересня відзначився голами у складі «Гаки» проти клубу КуПСа (2:4) та «Ільвеса» (1:1) відповідно. У 2020 році всього провів 20 матчів в чемпіонаті і ще 2 матчі в Кубку Фінляндії.
Восени 2020 року було досягнуто домовленості про перехід Поповича в КуПС, який відбувся на початку 2021 року. Вже в травні Антон виграв з новою командою свій перший трофей у кар'єрі — Кубок Фінляндії. Станом на 19 липня 2021 року відіграв за команду з Куопіо 11 матчів у національному чемпіонаті.

## Досягнення
- Володар Кубка Фінляндії: 2021